# Манастир Бијела
Манастиру Бијела се налази у кањону ријеке Бијела, у близини Шавника, у Црној Гори. Припада Епархији будимљанско-никшићкој Српске православне цркве. Раније се манастир звао Туњомирски, по оближњем брду Туњомиру, па Биовски, који се и данас прилично користи на неким мапама. Име Бијела је по предању добио по становницима који су се доселили из Бијеле код Херцег Новог или по реци Бијела.

## Предање и прошлост
Према народном предању манастир је задужбина Светог Јована Владимира и кнеза Вуловића из Бијеле, из 11. вијека. Оснивање манастира доводи се у везу са битком против Бугара (између 997. и 1002. године), који су, како повјесничари наводе, „прегазили све српске земље, дошли до Таре реке, гдје су их Дробњаци сачекали и побили” и у спомен ове битке је саграђен манастир.
Манастир је имао велику улогу кроз вријеме, а у књигама се помиње да је Свети Јован Владимир једно вријеме управљао Дробњаком, као и да је Св. Лазар Косовски богато обдарио светињу, а кнегиња Милица приложила храму икону Пресвете Богородице. Манастир је током времена био велико духовно средиште и мјесто састанка за многе важне догађаје. Када се у бој на Косово ишло ратници су се овдје причестили пред полазак. Под сводовима светиње доношене су крупне одлуке, полагане заклетве, пред битке против Турака. Зато је манастир више пута разаран до подлога, да би наново васкрсавао.
Као први писани помен манастира имамо 1656. године када је у њему писана књига, која се данас налази у Кијеву, да би га Турци спалили 1702. године. Од 1705. до 1735. године био је настојатељ Максим који је обновио манастир, амбар, воденицу, купио књиге и свештене одежде за службу и каже се да је украсио цркву, то значи да је живописао цркву, али недуго послије Турци су је порушили и запалили 1840. године послије мало више од сто година. Задњи пут је обновљен, како стоји и дан данас, више улазних врата Понови се манастир св. Георгија, за владе Књаза Никола I при митрополиту  Г. Митрофану,  настојатељ  игуман Дионисије  Глођаја 1887.

## Положај и изглед
Садашњу богомољу градио је Васо Поробић, он је копао подлогу и побио коље и почео радити 14. септембра 1886. године и рађена је мања од старе цркве. Манастирска црква посвећена Светом Георгију, смјештена је на простору обраслом шумом, окруженом стијенама, видљива је тек када се пред њу ногом стане. Црква је једнобродна црква са полукружном апсидом и тродјелним звоником на преслицу. Дугачка је 13,5 а широка 6,5 метара. Источни зид цркве је од углађен тесаним каменом, до други су од грубљег материјала. На источном зиду високо изнад врата постоји шестокрака розета. Патос је од камена и иконостас стари је из 1911. године.  Има два звона, једно је поклон потпуковника Јована Жижића из 1930. године, а друго је из 1870. од Јанка Дукина.
Као спомен старине још увијек се уздиже један бор у близини манастира који је засадио Свети Сава.